# Schranz
Schranz betecknar en stilriktning inom Hard technon och kommer ursprungligen från Tyskland. Den ger ett hårt, minimalistiskt och snabbt sound (oftast mellan 140 och 160 BPM) som till största delen består av brus och maskinliknande ljud. Schranz påminner om looptechno och kan därför placeras som undergenre till hardtechnon. Namnet är en sammankoppling mellan de tyska verben schreien (skrika) och tanzen (dansa).
Schranz har gett upphov till nya subgenrer, såsom svensk techno och japansk techno (Jtek).